# Martyr (Depeche Mode)
Martyr is een nummer van de Britse synthpopband Depeche Mode uit 2006. Het verscheen als nieuw nummer op hun verzamelalbum The Best of Depeche Mode Volume 1.
Met "Martyr" wist Depeche Mode vlak voor een pauze van twee jaar nog een grote Europese hit te scoren. Zo wist het in hun thuisland het Verenigd Koninkrijk de 13e positie te bereiken, en in Duitsland, Italië, Spanje, Denemarken, Zweden en Hongarije werd het een top 10-hit. In het Nederlandse taalgebied kende het echter minder succes, met in de Nederlandse Single Top 100 slechts een 74e positie, en in de Vlaamse Ultratop 50 een bescheiden 48e positie.